# Hanna Wolf (Politikerin, 1936)
Hanna Wolf, geb. Budde (* 14. Juni 1936 in Woldegk, Mecklenburg) ist eine deutsche Politikerin (SPD).
Nach dem Abitur in Perleberg ging Wolf in die Bundesrepublik und war als Pressefotografin tätig. Von 1971 bis 1991 war sie im Bereich Holz- und Bautenschutz selbständig tätig. 1971 trat sie der SPD bei. Dort war sie von 1982 bis 1998 Vorsitzende der ASF München und Vorstandsmitglied der SPD München.
Von 1990 bis 2002 saß Hanna Wolf im Deutschen Bundestag, nachdem sie 1986 zunächst erfolglos im Münchner Westen kandidierte. Sie zog ab 1990 immer über die Landesliste der bayerischen SPD in den Bundestag ein. Ihre politischen Schwerpunkte waren Frauen, Kinder und Jugend, Kultur und Medien. Sie wirkte insbesondere mit an Gesetzen zur Reform des § 218, zur Strafbarkeit der Vergewaltigung in der Ehe, zur Ächtung von Gewalt in der Erziehung und zum Lebenspartnerschaftsgesetz.

## Auszeichnungen
- 2000: Bundesverdienstkreuz am Bande
- 2001: Bayerische Verfassungsmedaille in Silber
- 2002: Bayerischer Verdienstorden
- 2009: Willy-Brandt-Medaille